# Estadio 28 de Marzo
El estadio 28 de Marzo (en árabe:  ملعب 28 مارس ), es un estadio multiusos ubicado en Bengasi, Libia, fue inaugurado en 1967 y tiene una capacidad para 40 000 espectadores.
El nombre del estadio conmemora el 28 de marzo de 1970, día en que Libia consiguió la retirada definitiva de las fuerzas británicas de las bases navales y militares próximas a las ciudades de Tobruk y Bengasi.
En el estadio disputan sus partidos los clubes Al-Ahly y Al-Tahaddy que disputan la Liga Premier de Libia, así también se juegan algunos partidos de la Selección de fútbol de Libia.
El estadio albergó varios partidos de la Copa Africana de Naciones 1982 y actualmente se está refaccionando con miras a la realización de la Copa Africana de Naciones 2017.